# 滋賀県道197号八坂高宮線
滋賀県道197号八坂高宮線（しがけんどう197ごう はっさかたかみやせん）は、滋賀県彦根市を通る一般県道である。

## 概要
彦根市八坂町から彦根市高宮町に至る。
名水十王村の水がそう遠くない場所にある。さざなみ街道（湖岸道路）から国道8号を結んでいる路線。

### 路線データ
- 起点：彦根市八坂町（八坂町中交差点、滋賀県道25号彦根近江八幡線交点）
- 終点：彦根市高宮町（千鳥橋北詰交差点、国道8号交点、滋賀県道13号彦根八日市甲西線起点）
- 総延長：4.9 km

## 路線状況

### 重複区間
- 滋賀県道2号大津能登川長浜線（彦根市開出今町・開出今町交差点 - 彦根市野瀬町・南青柳橋交差点）

### 道路施設

#### 橋梁
- 南青柳橋（犬上川、彦根市、滋賀県道2号大津能登川長浜線重複区間内）

## 地理

### 通過する自治体
- 彦根市

### 交差する道路
| 交差する道路                                                  | 交差する場所 | 交差する場所            |
| ------------------------------------------------------------- | ------------ | ----------------------- |
| 滋賀県道25号彦根近江八幡線 / 湖岸道路＝さざなみ街道           | 八坂町       | 八坂町中交差点 / 起点   |
| 滋賀県道2号大津能登川長浜線 / 彦根道＝朝鮮人街道 重複区間起点 | 開出今町     | 開出今町交差点          |
| 滋賀県道2号大津能登川長浜線 / 彦根道＝朝鮮人街道 重複区間終点 | 野瀬町       | 南青柳橋交差点          |
| 八丁目南北通り                                                | 野瀬町       |                         |
| 滋賀県道206号神郷彦根線                                       | 宇尾町       | 宇尾町交差点            |
| 国道8号 滋賀県道13号彦根八日市甲西線                          | 高宮町       | 千鳥橋北詰交差点 / 終点 |

### 交差する鉄道
- 東海道本線

### 沿線
- 善敬寺
- 多景公園
- 滋賀県立大学
- 覺勝寺
- 森の子保育園
- 都惠神社
- 友仁山崎病院